# Valérie Pécresse
Valérie Pécresse, nata Roux (Neuilly-sur-Seine, 14 luglio 1967), è una politica francese, presidente della regione Île-de-France a seguito delle elezioni del 2015.

## Biografia
È la figlia di Dominique Roux, accademico ed ex presidente di Bolloré Telecom, e Catherine Bertagna. Suo nonno materno, Louis Bertagna, psichiatra, cattolico e combattente della resistenza, ospitò il giornale Témoignage chrétien, pubblicato clandestinamente durante l'occupazione, e in seguito si occupò dell'anoressia di Laurence, figlia di Jacques Chirac.
Studiò alla scuola privata Sainte-Marie de Neuilly. All'età di 15 anni imparò il russo a Jalta, in un campo estivo della Gioventù Comunista. Ha conseguito la maturità all'età di 16 anni. Dopo le lezioni preparatorie economiche e commerciali presso il liceo privato Sainte-Geneviève di Versailles, fu ammessa alla prestigiosa università di economia HEC Paris, dove si è laureata nel 1988.
Dopo aver preparato il concorso presso l'Università di Parigi-Dauphine, entrò all'École nationale d'administration (ENA); si classificò al 2º posto come voti nella promozione Condorcet (1990-1992). Nel 1991, in seguito alla decisione di spostare la scuola a Strasburgo, fu una degli studenti che occuparono un anfiteatro della scuola a Parigi per protestare contro questa iniziativa.

### Carriera politica

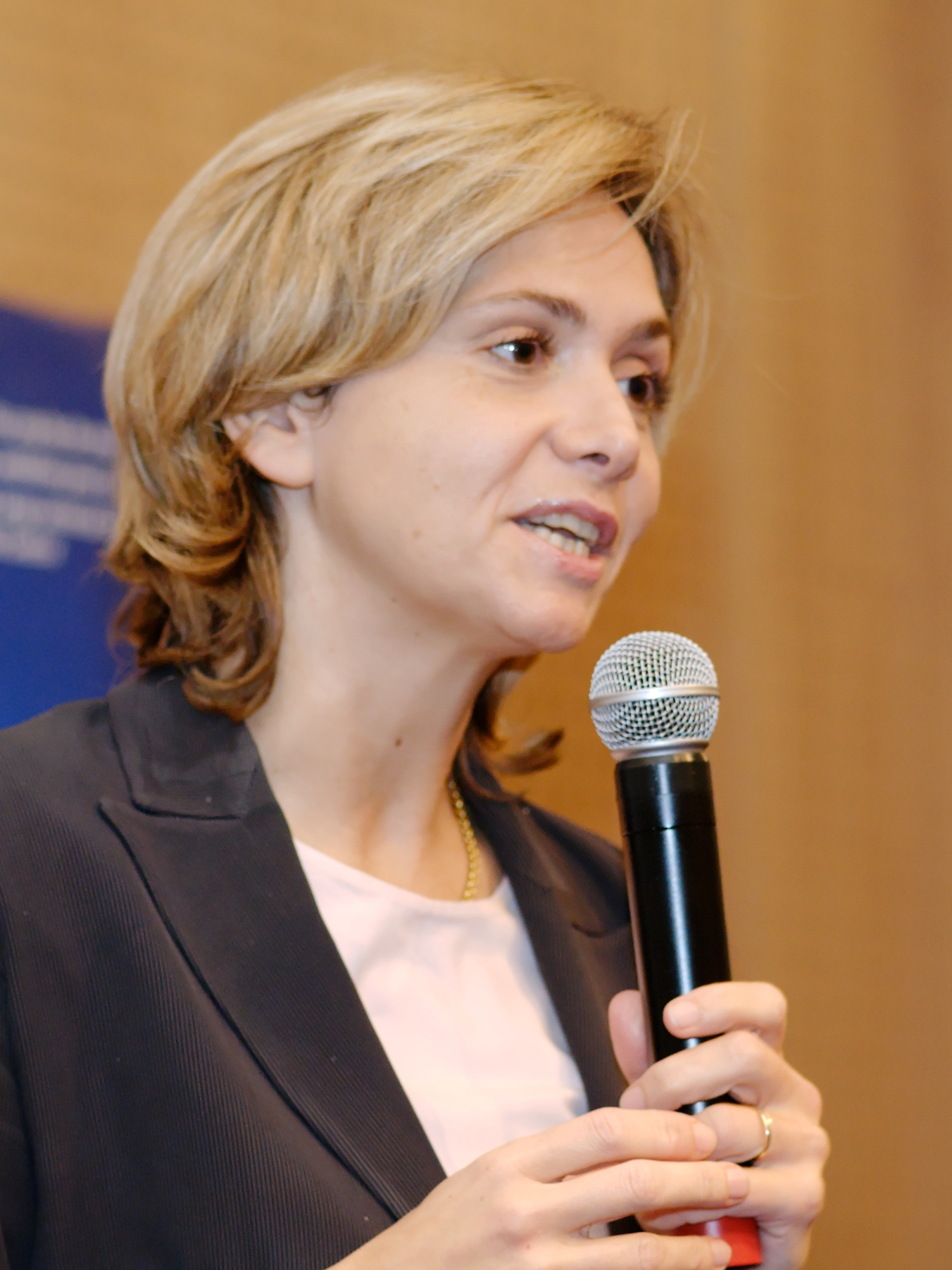
Valérie Pécresse alla "Maison de la Mutualité" a Parigi nel 2007

Uditrice al Consiglio di Stato dal 1992, fu consigliere di Jacques Chirac e insegnò a Sciences Po per sei anni. Alle elezioni legislative in Francia del 2002 fu eletta deputata delle Yvelines e fu in seguito rieletta nel 2007 e nel 2012.
Fu ministro dell'Insegnamento superiore e della Ricerca dal 2007 al 2011 nel primo e nel secondo governo Fillon, e fu promotrice della riforma dell'autonomia delle università. Fu capolista e candidata alla presidenza per l'UMP alle elezioni regionali del 2010 nell'Île-de-France, arrivando in testa al primo turno con il 27,7% ma venendo battuta al secondo turno dal socialista Jean-Paul Huchon.
Dal 2011 al 2012 fu ministro del Budget, dei Conti pubblici e della Riforma dello Stato e portavoce del terzo governo Fillon. Fu nuovamente capolista della destra alle elezioni regionali del 2015 in Île-de-France. Arrivò ancora in testa al primo turno, con il 30,5% e al secondo turno superò di poco il candidato socialista Claude Bartolone, 43,8% contro 42,2%.

### Lancio di Soyons Libres!
Sostiene Alain Juppé nelle primarie presidenziali repubblicane del 2016.
Nel luglio 2017, ha creato un movimento all'interno dei repubblicani, Soyons Libres!,, e si pone come avversaria del presidente del partito, Laurent Wauquiez.. Mantenendo una linea più centrista, denuncia il restringimento della base elettorale di LR. Nel 2018, ha sostenuto il secondo governo Philippe sulla legge sull'orientamento degli studenti e la riforma della SNCF.
Ha lasciato Les Républicains il 5 giugno 2019, in seguito allo scarso punteggio ottenuto dalla lista LR-LesCentristes alle elezioni europee e prima dello svolgimento di un'elezione per la presidenza del partito per la quale è considerata una possibile candidata. Per giustificare questa decisione, invoca l'impossibilità di formare un'organizzazione politica allargata, affermando che "il partito è bloccato dall'interno, nella sua organizzazione e nelle sue idee". Sulla sua scia, molti lasciarono il partito, tra cui Robin Reda e Florence Portelli, per unirsi a Soyons Libres!.
Nel 2021 è stata rieletta a capo della regione dell'Île-de-France.

### Presidenziali del 2022
A metà ottobre 2021 ha ripreso la tessera del partito Les Républicains e il 4 dicembre 2021 è stata eletta dal Congresso repubblicano come candidata del partito alla presidenza nelle elezioni presidenziali dell'aprile 2022 dopo aver vinto al secondo turno contro Eric Ciotti con quasi il 61% dei voti beneficiando del sostegno di tutti gli altri candidati (Xavier Bertrand, Michel Barnier e Philippe Juvin). Ha dichiarato di voler "ripristinare l'orgoglio francese" e "rimettere la Francia in ordine".
Al primo turno del 10 aprile, ottiene solo il 4,79% con 1.679.470 di voti, il peggior risultato di sempre per i gollisti, e non raggiunge il ballottaggio. Successivamente ha dichiarato la sua intenzione di votare per Macron al secondo turno.

## Vita privata
Si è sposata il 6 agosto 1994 con Jérôme Pécresse (ex Vice Ceo di Imerys, poi Vicepresidente Esecutivo di Alstom e Presidente di Alstom Renewable Power). Da questa unione sono nati tre bambini. È cattolica.

## Pubblicazioni
- (FR) Valérie Pécresse, Etre une femme politique… c’est pas si facile !, Parigi, l'Archipel, 2006, ISBN 978-2-84187-913-7.
- (FR) Valérie Pécresse, Et si on parlait de vous ?, Parigi, l'Archipel, 2009, ISBN 978-2-8098-0233-7.
- (FR) Axel Kahn e Valérie Pécresse, Controverses , Université, science et progrès, Parigi, Nil, 2011, ISBN 978-2-84111-547-1.
- (FR) Valérie Pécresse e Jean-Paul Brighelli, Après le Bac, mode d’emploi, Parigi, Plon, 2012, ISBN 978-2-259-21493-3.
- (FR) Valérie Pécresse, Voulez-vous vraiment sortir de la crise ?, Parigi, A. Michel, 2013, ISBN 978-2-226-24856-5.